# Campina do Monte Alegre
Campina do Monte Alegre là một đô thị ở bang São Paulo của Brasil. Đô thị này nằm ở vĩ độ 23º35'31" độ vĩ nam và kinh độ 48º28'38" độ vĩ tây, trên khu vực có độ cao 612 m. Dân số năm 2004 ước tính là 5.876 người.

## Thông tin nhân khẩu
Dữ liệu dân số theo điều tra dân số năm 2000
Tổng dân số: 5.209
- Dân số thành thị: 4.180
- Dân số nông thôn: 1.029
  - Nam giới: 2.676
  - Nữ giới: 2.533

Mật độ dân số (người/km²): 28,28
Tỷ lệ tử vong trẻ sơ sinh dưới 1 tuổi (trên một triệu người): 20,97
Tuổi thọ bình quân (tuổi): 68,71
Tỷ lệ sinh (số trẻ trên mỗi bà mẹ): 3,15
Tỷ lệ biết đọc biết viết: 87,27%
Chỉ số phát triển con người (HDI-M): 0,742
- Chỉ số phát triển con người - Thu nhập: 0,660
- Chỉ số phát triển con người - Tuổi thọ: 0,728
- Chỉ số phát triển con người - Giáo dục: 0,839

(Nguồn: IPEADATA)

### Sông ngòi
- Sông Paranapanema
- Sông Itapetininga

### Các xa lộ
- SP-189